# Тищенко, Марат Николаевич

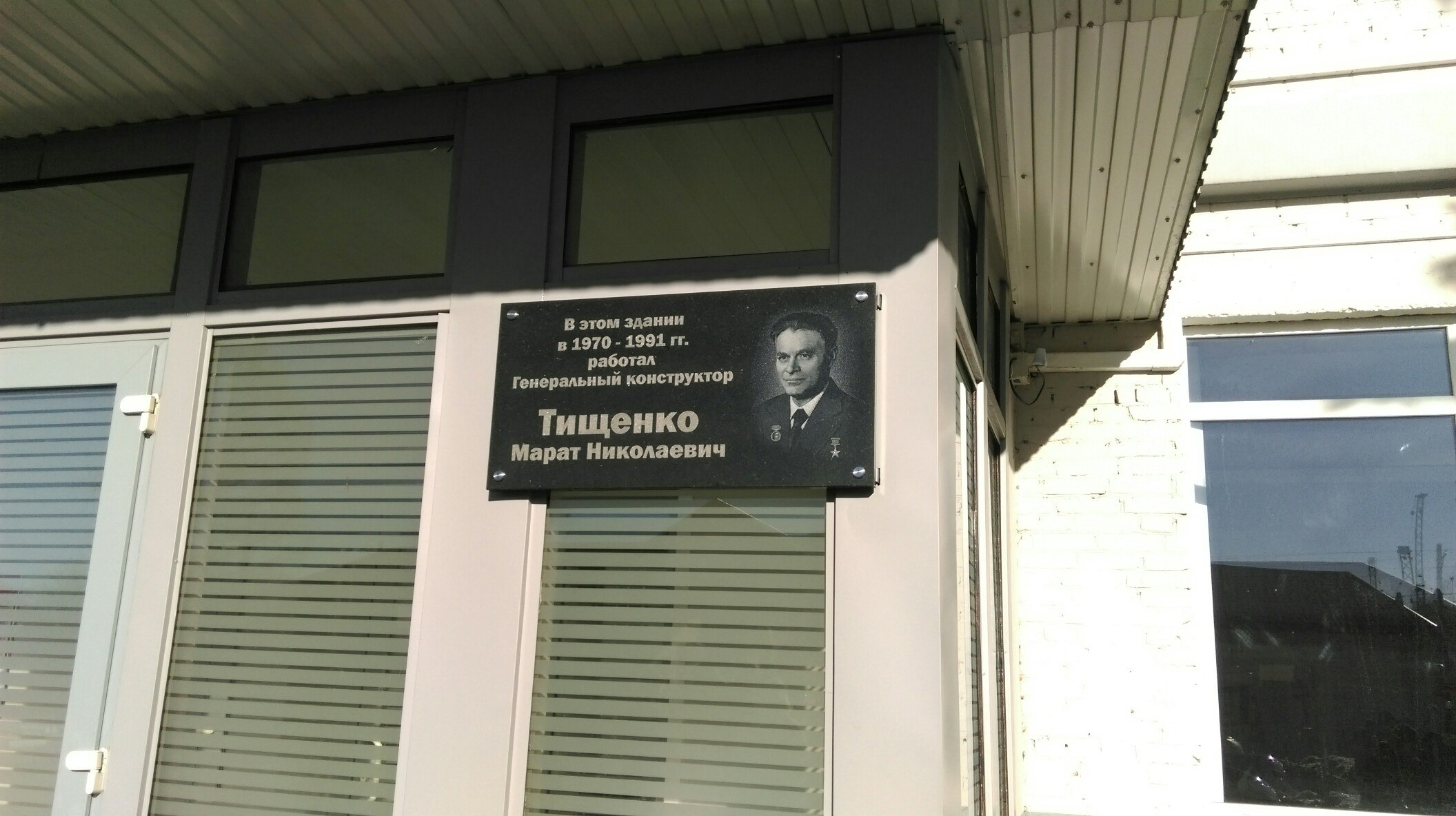
Мемориальная доска в Томилино

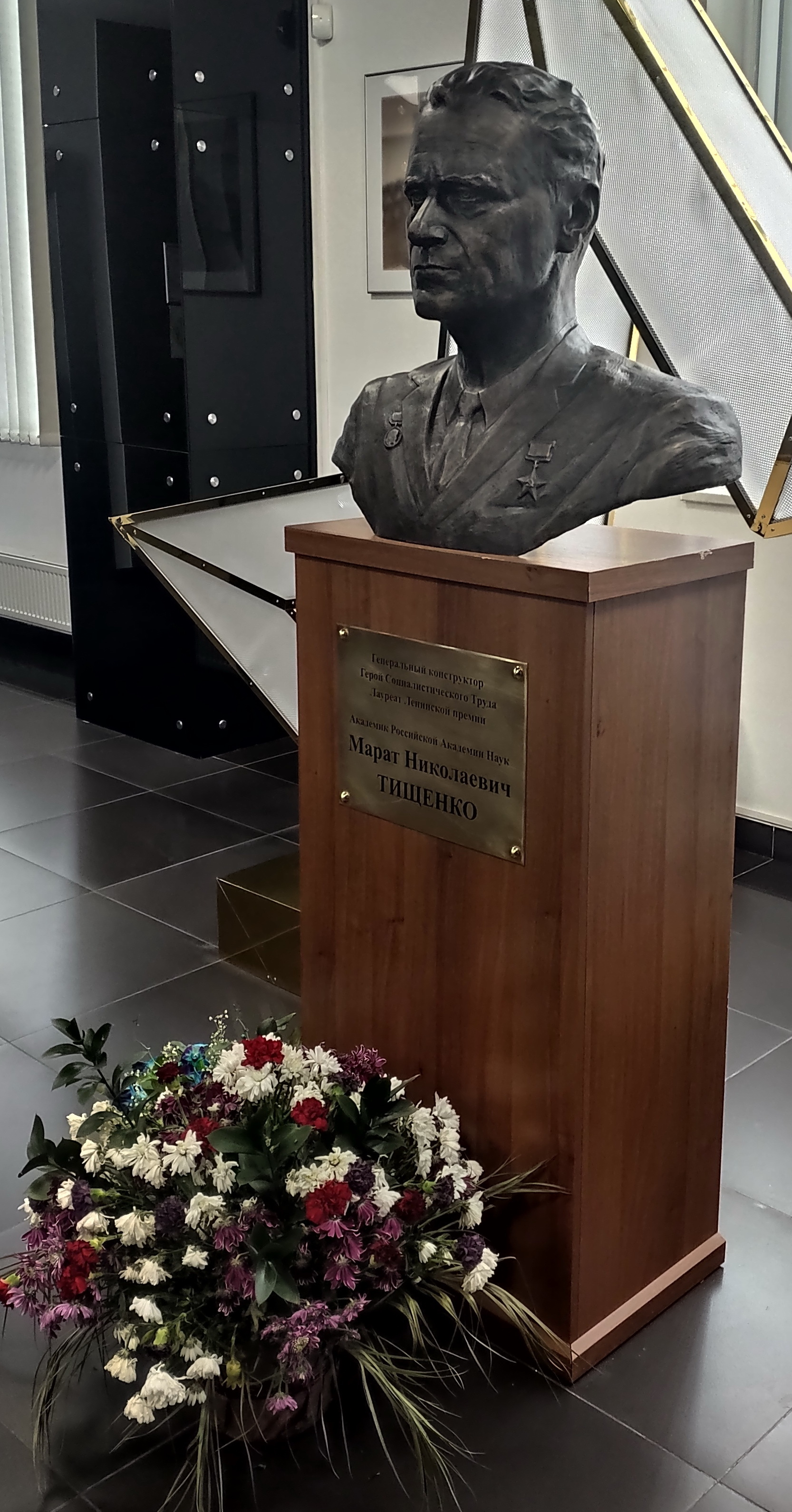
Бюст в Томилино

Мара́т Никола́евич Ти́щенко (18 февраля 1931, Харьков — 13 марта 2015, Москва) — советский и российский конструктор вертолётов. Академик РАН (с 1992 года). Герой Социалистического Труда (1982). С 1970 по 1992 год — ответственный руководитель и главный (затем генеральный) конструктор Опытно-конструкторского бюро имени М. Л. Миля (ныне — Московский вертолётный завод имени М. Л. Миля).

## Биография
Родился «в семье молодых инженеров, только что окончивших ХЭТИ (Харьковский электротехнический институт)» — Николая Афанасьевича Тищенко и Ольги Ефимовны Гольдберг. С началом Великой Отечественной войны находился с семьёй в эвакуации в разных городах; с 1942 года — в Свердловске; с 1944 — в Москве. Посещал Центральную станцию юных техников при Политехническом музее. В 1950 году окончил с золотой медалью школу и поступил в Московский авиационный институт, спустя три года став одним из первых студентов новой кафедры проектирования вертолётов. Во время учёбы построил модель вертолёта, которая в 1954 году установила мировой рекорд продолжительности полёта. В кружке авиамоделизма МАИ, которым руководил изобретатель Борис Блинов, познакомился со студенткой факультета вооружения Валентиной Ильиничной Корнеенковой, которая в 1957 году стала его женой.
После окончания с отличием института в 1956 году был принят на должность инженера бригады аэродинамики в Опытно-конструкторского бюро вертолётостроения, руководимое М. Л. Милем. Принимая участие в испытаниях вертолёта Ми-6, разработал программу расчёта на ЭВМ аэродинамических характеристик несущего винта. В 1959 году был назначен начальником бригады аэродинамики, а в 1963 — начальником отдела перспективного проектирования. В 1968 году защитил диссертацию на степень кандидата технических наук. В том же году был назначен заместителем главного конструктора по вертолёту В-12.
В 1970 году, после смерти М. Л. Миля, М. Н. Тищенко был назначен главным конструктором и ответственным руководителем завода; с этого года началось создание вертолёта Ми-26. В 1981 году стал генеральным конструктором ОКБ.
С 1977 года по совместительству он начал преподавать на кафедре вертолётостроения МАИ. В 1982 году защитил докторскую диссертацию по методологии создания сверхгрузоподъёмных вертолётов. В 1985 году стал профессором МАИ, возглавив, после смерти И. П. Братухина, кафедру «Конструкции и проектирование вертолётов» (ныне — «Проектирование вертолётов»).
В 1987 году избран членом-корреспондентом АН СССР, в 1992 — академиком РАН. В том же году ушёл в отставку с поста генерального конструктора, перейдя на должность консультанта. С 2007 года — на пенсии.
В 1989 году избран членом Американского вертолётного общества.
В 1993 году выступил инициатором создания Российского вертолётного общества. Был избран его первым президентом.
Умер 13 марта 2015 года на 85-м году жизни. Похоронен на Троекуровском кладбище в Москве.

## Награды
- Герой Социалистического Труда (1982)
- два ордена Ленина
- Ленинская премия (1976)
- Премия имени А. Н. Туполева (2012) — за серию научных работ «Разработка идеологии проектирования и выбор оптимальных параметров проектирования вертолётов различного назначения»

## Память
- В Москве 23 августа 2020 г. на жилом доме по адресу Рижский проезд, д. 5, где проживал М. Н. Тищенко с 1973 по 2015 г., была открыта мемориальная доска
- В подмосковном посёлке Томилино 18 декабря 2016 года на здании административного корпуса № 101 АО «МВЗ им. М. Л. Миля» открыта мемориальная доска М. Н. Тищенко
- В центре города Жуковского бюст М. Н. Тищенко установлен в мемориале «Создатели авиации России»[3]
- В подмосковном посёлке Томилино 18 февраля 2021 года в здании «Национального центра вертолётостроения имени М. Л. Миля и Н. И. Камова» открыт бюст М. Н. Тищенко